# Leucania demaculata
Leucania demaculata là một loài bướm đêm trong họ Noctuidae.